# Music for Men
Music for Men es el título del cuarto álbum de estudio de la banda estadounidense Gossip. Fue lanzado el 19 de junio de 2009 y representa el primer lanzamiento de estudio de la banda desde su incorporación a Sony Music Entertainment. Cuenta con la colaboración del prestigioso productor Rick Rubin.
Se convirtió en un éxito concretamente en el continente europeo donde logró ingresar diversas en las listas de éxitos y fue certificado como triple disco de platino en Alemania por vender más de 450 000 copias. En 2010, la banda gracias a "Music For Men" obtuvo una nominación al Artista Destacado del año, en la 21ª entrega de los Premios GLAAD.

## Contenido
El álbum en general, ha cosechado críticas por positivas por "Music for Men" debido a su fusión de ritmos bailables y el rock. En la producción cuentan con Rick Rubin, y le imprime su marca registrada en materia de producción, guitarras desgarradas, crudos ritmos, sonidos cercanos al funk y la omnipresente voz de Ditto. La combinación da como resultado un puñado de canciones ideales para la pista de baile.

## Lista de canciones
Todas las canciones escritas y compuestas por Gossip. 
| Edición estándar |                          |          |  |
| N.º              | Título                   | Duración |  |
| 1.               | «Dimestore Diamond»      | 3:15     |  |
| 2.               | «Heavy Cross»            | 4:02     |  |
| 3.               | «8th Wonder»             | 3:16     |  |
| 4.               | «Love Long Distance»     | 4:24     |  |
| 5.               | «Pop Goes the World»     | 3:25     |  |
| 6.               | «Vertical Rhythm»        | 3:48     |  |
| 7.               | «Men in Love»            | 3:40     |  |
| 8.               | «For Keeps»              | 4:06     |  |
| 9.               | «2012»                   | 3:49     |  |
| 10.              | «Love and Let Love»      | 3:31     |  |
| 11.              | «Four Letter Word»       | 3:48     |  |
| 12.              | «Spare Me from the Mold» | 2:28     |  |

| Edición con Bonus Tracks |                                              |          |  |
| N.º                      | Título                                       | Duración |  |
| 13.                      | «Pop Goes the World» (Versión de James Ford) | 3:26     |  |
| 14.                      | «Heavy Cross» (Fred Falke Remix)             | 8:08     |  |

| Edición Extendida en Europa |                                                |          |  |
| N.º                         | Título                                         | Duración |  |
| 13.                         | «The Breakdown» (Bonus track)                  | 3:41     |  |
| 14.                         | «Heavy Cross» (NRJ Session)                    | 4:16     |  |
| 15.                         | «Pop Goes the World» (NRJ Session)             | 3:47     |  |
| 16.                         | «Listen Up!» (NRJ Session)                     | 4:34     |  |
| 17.                         | «2012» (NRJ Session)                           | 3:39     |  |
| 18.                         | «Love Long Distance» (NRJ Session)             | 5:25     |  |
| 19.                         | «Men in Love» (NRJ Session)                    | 3:01     |  |
| 20.                         | «Standing in the Way of Control» (NRJ Session) | 4:42     |  |

## Posicionamiento en listas y certificaciones
| País              | Lista (2009–10)          | Mejor posición |
| ----------------- | ------------------------ | -------------- |
| Alemania          | German Albums Chart      | 10             |
| Australia         | Australian Albums Chart  | 13             |
| Austria           | Austrian Albums Chart    | 4              |
| Bélgica (Flandes) | Ultratop 100 Albums      | 3              |
| Bélgica (Valonia) | Ultratop 100 Albums      | 13             |
| Croacia           | Croatian Album Chart     | 27             |
| España            | Spanish Albums Chart     | 100            |
| Estados Unidos    | Billboard 200            | 164            |
| Estados Unidos    | Top Heatseekers          | 8              |
| Unión Europea     | European Top 100 Albums  | 15             |
| Finlandia         | Finnish Albums Chart     | 32             |
| Francia           | French Albums Chart      | 5              |
| Irlanda           | Irish Albums Chart       | 27             |
| Italia            | Italian Albums Chart     | 29             |
| Noruega           | Norwegian Albums Chart   | 34             |
| Nueva Zelanda     | New Zealand Albums Chart | 28             |
| Países Bajos      | Dutch Albums Chart       | 31             |
| Reino Unido       | UK Albums Chart          | 18             |
| Suiza             | Swiss Albums Chart       | 12             |

| País     | Organismo certificador | Certificación    | Ref.   |
| -------- | ---------------------- | ---------------- | ------ |
| Alemania | BVMI                   | 3× Disco de Oro  | [ 2 ]  |
| Austria  | IFPI (Austria)         | Disco de Platino | [ 25 ] |
| Bélgica  | IFPI (Bélgica)         | Disco de Oro     | [ 26 ] |
| Francia  | SNEP                   | Disco de Platino | [ 27 ] |
| Suiza    | IFPI (Suiza)           | Disco de Platino | [ 28 ] |

| País          | Lista (2009)            | Posición |
| ------------- | ----------------------- | -------- |
| Alemania      | German Albums Chart     | 55       |
| Austria       | Austrian Albums Chart   | 57       |
| Bélgica       | Albums Chart (Flandes)  | 28       |
| Bélgica       | Albums Chart (Vallonia) | 73       |
| Unión Europea | European Top 100 Albums | 67       |
| Francia       | French Albums Chart     | 28       |
| Suiza         | Swiss Albums Chart      | 55       |
| País          | Lista (2010)            | Posición |
| Alemania      | German Albums Chart     | 24       |
| Austria       | Austrian Albums Chart   | 33       |
| Unión Europea | European Top 100 Albums | 36       |
| Francia       | French Albums Chart     | 34       |
| Suiza         | Swiss Albums Chart      | 35       |